# Урсула (кратер)
Вижте пояснителната страница за други значения на Урсула.
Урсула е голям кратер на естествения спътник на Уран — Титания. Диаметърт му е 135 км. Кратерът е кръстен на героиня от Шекспировата пиеса Много шум за нищо.